# Litungu
Litungu (Luhya, Plural kamatungu) ist eine siebensaitige Schalenleier mit einem hölzernen Korpus hauptsächlich bei den Bukusu (Kusu) und darüber hinaus bei den Logoli (Maragoli), beide Untergruppen der Luhya, und den mit ihnen verwandten Tachoni im Westen Kenias sowie den Bukusu und den ebenfalls zu den Luhya gehörenden Bagisu (Gisu, bei ihnen lidungu genannt) und Wanga im Osten Ugandas. Eine etwas andere Schalenleier mit acht Saiten, die iritungu oder litungu heißt, spielen die Kuria in Kenia. Ihr Holzkorpus ist bei modernen Instrumenten durch eine Blechschüssel ersetzt. Die beiden  litungu-Typen unterscheiden sich in Form und Spielhaltung, aber nicht durch ihren klaren Ton. Dieser entsteht, weil die Saiten frei schwingend über einen auf der Membran aufgesetzten Steg verlaufen. Damit unterscheiden sie sich von den ugandischen Leiern ohne Steg, bei denen die Saiten über die Membran streifen und so ein schnarrendes Nebengeräusch erzeugen. Bei den Bukusu dient die litungu zur Begleitung des populärsten Unterhaltungstanzes kamabeka und gehört zu einem Vortragsstil, bei dem sich zur Leier gesungene Lieder mit gesprochenen Textpassagen abwechseln.
Ferner bezeichnet litungu eine siebensaitige Kastenleier bei den zu den Luhya gehörenden Ragoli (Logoli) in Uganda und eine Floßzither bei den Bagisu in Uganda.

## Verbreitung

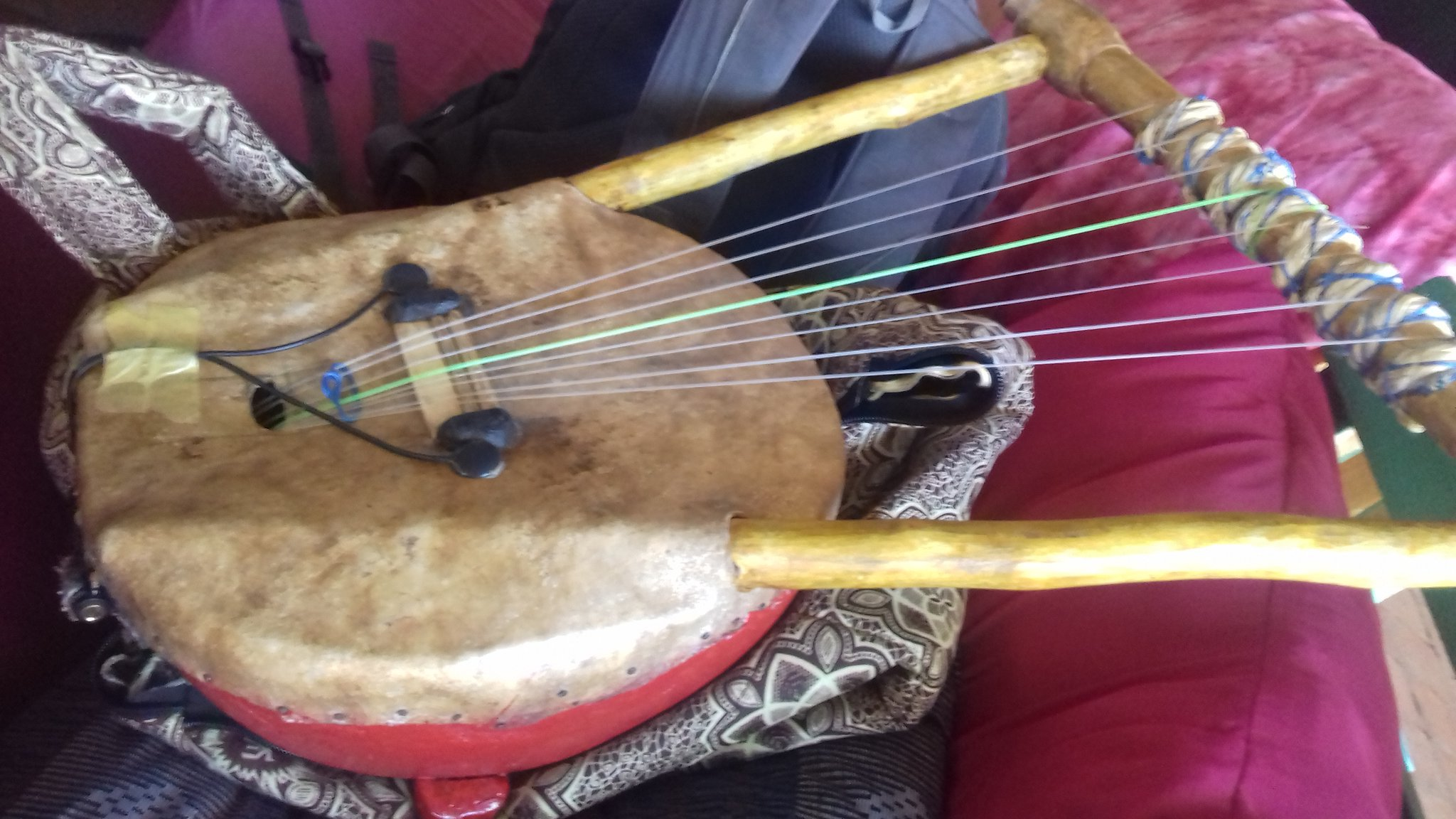
Achtsaitige nyatiti der Luo.

Das heutige, relativ enge Verbreitungsgebiet der Leiern ist auf das nordöstliche Afrika beschränkt und erstreckt sich darüber hinaus vom Roten Meer (simsimiyya in der arabischen Volksmusik) bis zum Persischen Golf (in Nubien beheimatete tanbura). Nach der Form des Resonanzkörpers werden die zwei Typen Kastenleier und Schalenleier unterschieden. Zu den wenigen Kastenleiern gehören die krar und die beganna in Äthiopien; ansonsten überwiegen in Afrika die Schalenleiern, die vermutlich vom Alten Ägypten in den ersten vorchristlichen Jahrhunderten durch Vermittlung des meroitischen Reiches entlang des Nil nach Süden gelangten. Beide Leiertypen waren wahrscheinlich bereits Anfang des 1. Jahrtausends im Aksumitischen Reich am Horn von Afrika vorhanden. Die organologisch verschiedenen Typen haben sich in Afrika gegenseitig beeinflusst. So kann die äthiopische krar einen schalen- oder kastenförmigen Resonanzkörper aus unterschiedlichen Materialien besitzen, die Schalenleier tom bei den Schilluk im Südsudan hat einen ungewöhnlichen halbröhrenförmigen Holzkorpus und im Westen Kenias kommt eine achtsaitige litungu mit einem eher kastenförmigen Korpus vor.
Ein zweites Unterscheidungskriterium bei Leiern ist die Spieltechnik. Bei den Leiern aus dem antiken Mittelmeerraum wie der altgriechischen kithara und dem israelitischen kinnor strich der Spieler mit einem Plektrum in einer Hand in beiden Richtungen über alle Saiten und dämpfte mit Fingern der anderen Hand durch leichte Berührung von der Rückseite alle Saiten, die nicht zu hören sein sollten. Diese Spieltechnik ist für die simsimiyya, die tanbura und einige Leiern in Südäthiopien typisch, kommt aber in Ostafrika nur vereinzelt vor. Von den Schalenleiern im Südsudan, die unter anderem bei den Schilluk, Dinka (tom)  und Nuer (flache runde Schale) vorkamen, bis zur Südgrenze der Leiern um den Victoriasee und im Norden von Tansania werden, ungeachtet regionaler spieltechnischer Besonderheiten, überwiegend die Saiten einzeln mit den Fingern gezupft.
In Kenia sind Leiern nur westlich des Grabenbruchs verbreitet. Die kenianischen Schalenleiern werden nach Details ihrer Bauform in drei klar abgrenzbare Typen unterschieden: 1) Die siebensaitige litungu besitzt annähernd parallel aus dem Resonanzkörper herausragende Jocharme. 2) Die obokano der Kisii (auch Gusii), die nyatiti (nytiti, auch thum) der Luo und die iritungu der Kuria haben eine dreieckige Grundform, ihre Jocharme gehen vom kreisrunden Korpus V-förmig auseinander. Als Besonderheit produziert die obokano ein Nebengeräusch. Hierfür werden in ihrem Resonanzkörper vor dem Überziehen der Hautdecke zwei bis drei Steinchen platziert, die beim Spiel als Rasseln fungieren, außerdem sorgt ein zweiter, mittig auf der Membran aufgeklebter Steg aus Schilfrohr, den die Saiten leicht berühren, für ein Schnarren. 3) Als dritter Typ ist die Leier pagan (oder pkan) der Pokot (Pökoot-Sprecher) im West Pokot County, die wie die altgriechische lyra einen Schildkrötenpanzer als Korpus besitzt, klein und fast quadratisch.

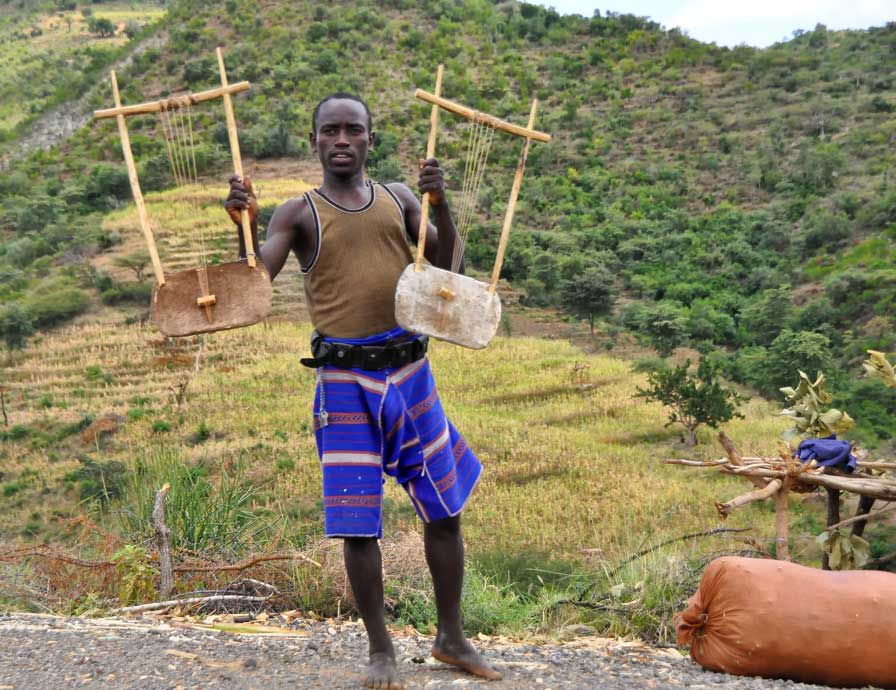
Fünfsaitige Leiern der Konso in Südäthiopien. Parallele Jocharme und querformatiger Korpus wie bei der siebensaitigen litungu.

Auf zwei möglichen Routen kamen die Leiern aus dem Norden nach Westkenia und Uganda. Nach einer gängigen Theorie gelangten sie mit der Südwanderung der Luo, die mit Luo eine nilotische Sprache sprechen, im 15./16. Jahrhundert aus dem Südsudan an den Victoriasee. Da Leiern bei den nilotischen Volksgruppen in Norduganda und Nordkenia im Bereich des Turkana-Sees fehlen und somit eine Lücke auf dieser Verbreitungsroute existiert, bevorzugt Gerhard Kubik eine Herkunft der Leiern in Westkenia aus Südäthiopien. In Äthiopien sind Leiern bis auf die Tiefebene im Osten in allen Landesteilen verbreitet, neben den bekannten Leiern krar und beganna im zentralen Hochland etwa unter den Namen dita, dul, shungui, goala und timba. In Südäthiopien besitzen die Leiern üblicherweise eine flache, unförmig-rechteckige Holzschale als Resonanzkörper, die mit Tierhaut bespannt ist. Kubik zieht zur Bestätigung der äthiopischen Herkunft zumindest der westkenianischen Leiern eine linguistische Verbindung zwischen Amharisch beganna, Pökoot pkan (pagan) und dem Namen obokano bei den Kisii.
Die Leiern kamen demnach zunächst zu den bantusprachigen Ethnien in Westkenia und von dort vielleicht im 18./19. Jahrhundert zu bantusprachigen und nilotischen Gruppen in Uganda. Die Luhya dürften mit der litungu als eine der ersten Bantusprachgruppen vor längerer Zeit die Leier übernommen haben. Die etwas später eingeführten Leiern obokano und nyatiti kommen als Vorbilder für die ugandischen Typen in Frage. Diese unterscheiden sich von den kenianischen durch den bei ihnen fehlenden Steg. Eine solche steglose Leier ist die enthongoli (entongoli, auch entongooli) der Basoga. Sie wurde Mitte des 19. Jahrhunderts von den Baganda als endongo übernommen. Bei Leiern ohne Steg verlaufen die Saiten ein kurzes Stück direkt auf der Membran und verursachen dadurch beim Anschlagen ein schnarrendes Nebengeräusch, was bei vielen afrikanischen Musikinstrumenten ein gewünschter Effekt ist.
Klaus Wachsmann (1971), auf den die These der „Luo-Migration“ zurückgeht, erklärt die Verbreitungslücke der Leier in einer Breite von 300 bis 450 Kilometern mit der allgemeinen materiellen Armut der um den Turkana-See lebenden Völker, die überwiegend Viehzüchter sind (darunter Turkana, Rendille und Mursi). Nach ihrer Saitenstimmung unterscheidet Wachsmann zwei Leiertypen, die jeweils auf einen eigenen Ursprung zurückgehen: Zu einer östlichen Region gehören die äthiopische beganna und die Leiern der Basoga und Baganda, deren Saiten in Intervallsprüngen gestimmt sind. Die Leiern der westlichen Region, die mit der äthiopischen krar zusammenhängen, besitzen weniger und nach aufsteigender Tonhöhe gestimmte Saiten. Das Königreich Buganda ist ein Gebiet, in dem ausnahmsweise Leiern und Harfen – hier die achtsaitige Bogenharfe ennanga – zugleich vorkommen, ansonsten sind in Ostafrika die Verbreitungsregionen der Leiern und Harfen voneinander getrennt.

## Bauform

### Siebensaitige Litungu

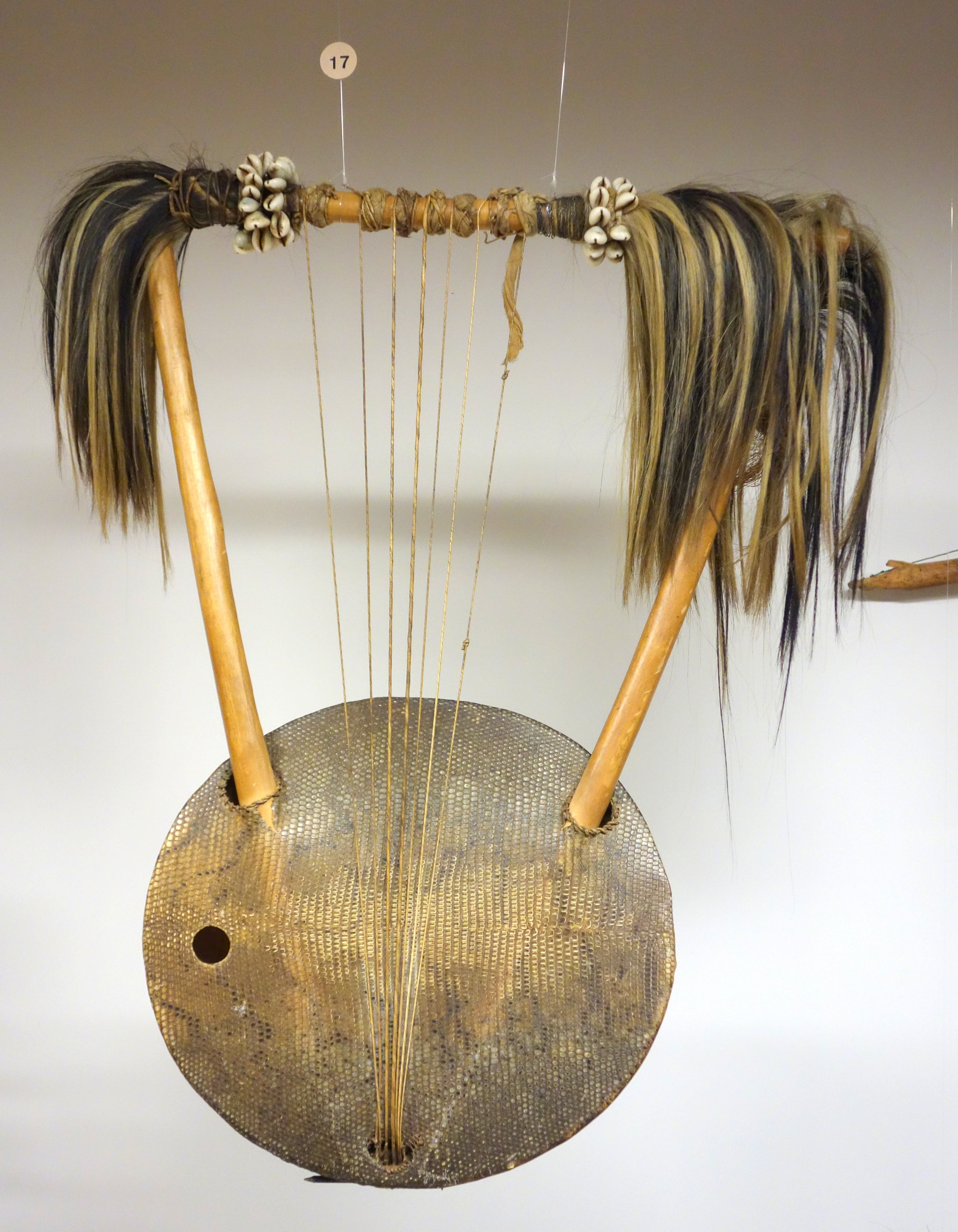
Siebensaitige Leier der Alur im Nordosten des Kongo ohne Steg, aber mit einem einseitigen Schallloch wie bei der litungu. Stellung der Jocharme entspricht der iritungu und der endongo.

Der schalenförmige, eher ovale Holzkorpus (siiye) der siebensaitigen litungu der Bukusu misst ungefähr 35 Zentimeter in der Breite, 25 Zentimeter in der Längsrichtung und 15 Zentimeter in der Tiefe. Als Decke wird eine Membran (lisielo) aus einer Tierhaut aufgezogen und an den Rändern umgebogen. Ziegen-, Schaf- oder Kuhhaut werden in der Region allgemein für Leiern als Membran verwendet. Bei der litungu ersetzt heute Kuhhaut die früher übliche Haut eines Warans. Die Membran anderer ostafrikanischer Leiern wird mit um die Unterseite verlaufenden Riemen verspannt, bei der litungu ist sie einige Zentimeter vom Rand entfernt mit Holzpflöcken befestigt oder heute einfacherweise angenagelt. Die Jocharme (kimikhono) des insgesamt etwa 75 Zentimeter langen Instruments führen nahezu parallel aus dem Innern des Korpus über dessen oberen Rand bis zu Zapfenlöchern in der Querstange (lusala lukhikha). Auf einer Länge von etwa 45 Zentimetern nimmt der Abstand zwischen den Jochstangen bis zur Querstange von etwa 28 auf 30 Zentimeter zu. Um die Austrittsstellen der Jocharme ist die Membran ausgeschnitten.
Der Korpus bestand früher aus dem weichen und gegen Schädlinge resistenten Holz von Maulbeer-Feige (kumukhuyu nandere), Euphorbia Candelabrum (Gattung Wolfsmilch, kumutua) und Erythrina abyssinica (Gattung Korallenbaum, kumurembe). Nachdem die britische Kolonialregierung 1937 unter Strafandrohung das Fällen dieser und einiger anderer Bäume verboten hatte, mussten die Instrumentenbauer auf bis dahin für ungeeignet gehaltene Holzarten ausweichen.
Die Saiten (chisia) verlaufen von ihren Befestigungspunkten am unteren Rand des Korpus über einen Steg (sisala), der aus einem flachen, lose unter die Saiten geschobenen Holzstück besteht, bis zur Querstange (Joch). Bei einem Exemplar der Bukusu sind am unteren Ende an beiden Seiten zwei Saiten und in der Mitte drei Saiten zu den nebeneinander angeordneten Befestigungspunkten an einem Blechstreifen geführt. Bei einer anderen siebensaitigen Leier gehen von einem Befestigungspunkt drei und von einem weiteren daneben vier Saiten aus. Durch den Steg produzieren die Saiten einen von den Luhya gewünschten, klaren Ton und nicht das zusätzliche Schnarrgeräusch der ugandischen, steglosen Leiern. An der Querstange werden die Saiten mit Hilfe von mehrfach umwickelten Schnurschlaufen (kamafundikho) aus saitenfremdem Material fixiert. Durch Drehen dieser Knäuelwicklungen können die Saiten gestimmt werden; eingesteckte Stimmknebel, die häufig verwendet werden und bereits von mesopotamischen Leiern bekannt sind, fehlen in Westkenia. Die Saiten älterer Leiern bestehen, wie in der gesamten Region üblich, aus gedrehten Tiersehnen oder Darm; moderne Leiern werden eher mit Nylon (Schnüre von Fischernetzen oder Tennisschlägern) bespannt. Ein einzelnes rundes Schallloch (kumuanya) befindet sich an der vom Spieler aus gesehen linken Seite in der Membran. Außer seiner Funktion zur Klangverstärkung dient die Öffnung den Zuhörern dazu, dem Musiker während des Spiels einige Münzen zukommen zu lassen. Der sitzende Musiker legt den Korpus der litungu auf seine Knie mit der Saitenebene annähernd waagrecht etwas nach oben oder zur rechten Seite geneigt vom Körper weg und zupft die Saiten mit beiden Händen von oben.
Eine wegen ihrer parallelen Jocharme näher mit der siebensaitigen litungu verwandte Leier ist ein achtsaitiges Instrument, das Gerhard Kubik 1976 bei einem aus Westkenia stammenden Straßenmusiker in Nairobi fand. Dessen litungu bestand aus einem rechteckigen, an den Seitenmitten ausgebauchten Resonanzkasten mit einem flachen Boden. Der Kasten war aus Brettern zusammengefügt und mit einer am Rand festgenagelten Membran bespannt. Über den hohen, mittig auf der Membran aufgesetzten Steg verliefen acht annähernd parallele Saiten bis zu den Stimmschlingen an der Querstange.
Die Saiten werden hexatonisch gestimmt (khuyinga litungu, „Stimmen der litungu“), wobei die beiden höchsten Saiten eine Oktave über den beiden tiefsten Saiten liegen. Die Stimmung wird als äquiheptatonisch aufgefasst, die Oktave ist also in sieben gleiche Tonstufen geteilt, wobei eine Tonstufe fehlt. Die drei tieferen Saiten auf der linken Seite (der Seite des Schalllochs) gelten als „weiblich“ (chisia chikhasi), die vier höheren Saiten rechts als „männlich“ (chisia chiseecha). Das Intervall zwischen den ersten drei Saiten beträgt je einen Ganzton, zwischen der dritten und vierten Saite einen Halbton, zwischen der vierten, fünften und sechsten Saite je einen Ganzton und zwischen der sechsten und siebten Saite eine kleine Terz. Als qualitätvoll gilt ein Spiel, wenn der Musiker mit Daumen und Zeigefinger der linken und der rechten Hand die weiblichen und die männlichen Saiten in einem ausgewogenen Verhältnis zupft. Manche moderne Instrumente sind mit zwölf Saiten ausgestattet, um den Tonumfang nach oben zu erweitern, damit sie in Ensembles besser zusammen mit Gitarren und Keyboards gespielt werden können.

### Achtsaitige Iritungu

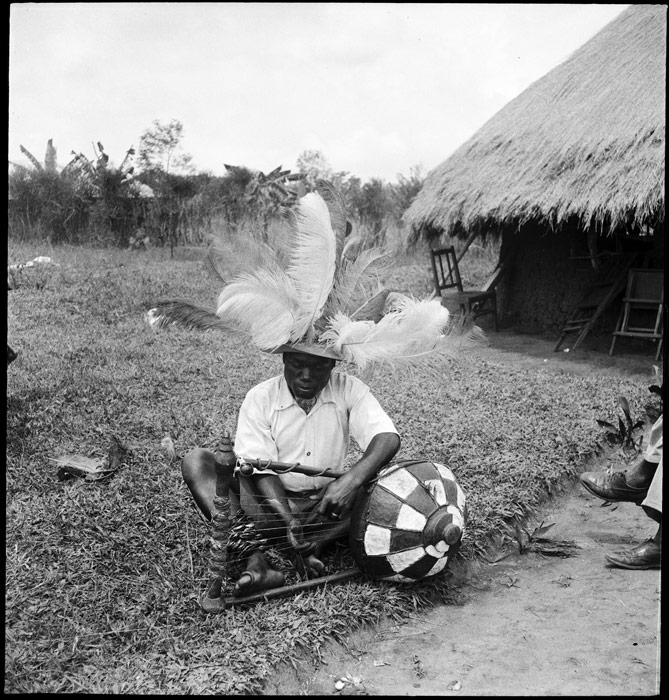
Nyatiti der Luo in derselben Spielhaltung wie bei der iritungu.

Bei der achtsaitigen iritungu (oder litungu) der Kuria in der Provinz Nyanza spreizen sich die Jocharme etwas stärker zur Querstange auseinander. Sie ähnelt mit ihrem schalenförmigen, kreisrunden Holzkorpus der nyatiti (thum) bei den Luo. Anstelle des Holzkorpus wird bei modernen Leiern eine runde Metallschale mit etwa 40 Zentimetern Durchmesser verwendet. Die Membran besteht aus Zebrahaut, die um den Rand gebogen und mittels Zickzack-Verschnürung an in den Holzkorpus eingesetzten Pflöcken befestigt wird. Die Jocharme ragen ungefähr 40 Zentimeter aus dem Korpus heraus und sind in die etwa 60 Zentimeter lange Querstange eingezapft.
Die Spielhaltung der iritungu entspricht derjenigen der Luo-, Baganda- und Basoga-Leiern und ist völlig anders als bei der litungu der Bukusu. Der auf dem Boden hockende Musiker stellt das Instrument hochkant mit einer Seite auf den Erdboden mit der Saitenebene in vertikaler Position und zupft die Saiten von beiden Seiten. Den oberen Jocharm an einen Unterschenkel gedrückt greift er mit der linken Hand darüber hinweg, um die höheren Saiten an der von ihm abgewandten Seite zu zupfen. Mit der rechten Hand zupft er von der Vorderseite die unteren, tieferen Saiten. Die Membran hat kein Schallloch. Das in dieser Position nach oben ragende Ende der Querstange ist zu einer flachen Schale ausgebildet und erfüllt als Ablageplatz für Münzen dieselbe Funktion wie das Membranloch bei der Bukusu-litungu.
Die vormals aus Darm bestehenden Saiten wurden nach der Mitte des 20. Jahrhunderts bei beiden Typen durch dünnere Saiten aus Nylon ersetzt, wodurch solche Instrumente wesentlich höher klingen. Die ursprüngliche Tonhöhe der Leier lässt sich nicht mit dem aus alten Tennisschlägern gewonnenen Nylon, sondern nur mit entsprechend starken Nylonschnüren von Fischernetzen beibehalten. Im Unterschied zum Ersatz der Darm- durch Nylonsaiten hat die Verwendung von Metallschüsseln (Swahili karai, Plural makarai, von Hindi karahi), die ansonsten im Haushalt (als Waschschüsseln) verwendet werden, offenbar keine nennenswerten klanglichen Veränderungen gebracht.

## Spielweise
Die Bukusu, Eigenbezeichnung Babukusu in ihrer Sprache Lubukusu, sind eine zu den Luhuya gehörende Untergruppe, die zusammen mit anderen bantusprachigen Ethnien aus dem Gebiet des heutigen Kamerun nach Uganda an den Mount Elgon und dann, weil sie mit den dortigen Kalenjin in Konflikt gerieten, weiter in den Westen Kenias wanderte. Ihr Hauptsiedlungsgebiet ist Kanduyi Division im Bungoma County. In ihrem Schöpfungsmythos formte der oberste Gott den ersten Bukusu-Mann (Mwambu) aus Lehm und gesellte ihm sogleich eine Frau (Sela) bei. Die Erzählungen hiervon und über die durch Überbevölkerung und Feindseligkeiten erzwungene Wanderung bis zum Mount Elgon wurden in Liedern mündlich überliefert, besonders im häufig vorgetragenen Lied Ewuyo Ino („Diese Wanderung“).
Die siebensaitige litungu ist das wichtigste Instrument zur Liedbegleitung und zu jedem gesellschaftlichen Anlass gehört eine eigens dafür vorgesehene Musik. Die Bukusu verwenden für die litungu den Beinamen lusia, wörtlich „eine Saite“. Mit lusia lulayi, „eine gute Saite“, wird eine gute Musik umschrieben, weil eine solche nach einvernehmlicher Ansicht auf der litungu produziert wird. Für Unterhalter, die Lieder auf der litungu begleiten, ist ein starker Grundschlag typisch, der durch Stampfen mit dem rechten Bein, an dem eine Glocke oder Schelle befestigt ist, erzeugt werden kann. Die litungu produziert gleitende melodische Phrasen oder setzt einen Offbeat gegen den von einem Perkussionsinstrument durchgängig gehaltenen Taktschlag. Die Gesangsstimme folgt der Leiermelodie, entweder unisono oder parallel im Oktavabstand. Neben der Unterhaltungsmusik wird die litungu auch bei zeremoniellen Anlässen eingesetzt.
Andere Musikinstrumente der Bukusu sind die ein- bis zweisaitige Röhrenspießgeige isiriri (auch asiriri, siilili, entspricht der siilili der Bagisu und der endingidi der Baganda in Uganda), die vermutlich erst in den 1930er Jahren eingeführt wurde, die einfellige Fasstrommel engoma (ersatzweise ein umgedrehter Plastikwasserkanister), der rechteckige Holzkasten siiye (auf dessen Platte mit zwei Stöckchen in jeder Hand geschlagen wird), die an den Beinen umgebundenen Schellen bichenje, die bei Tanzritualen (wobilo) zur Geisterbeschwörung eingesetzt werden, die Handglocken chinyimba (mit Handgriff versehene Kuhglocken bei Beschneidungszeremonien), die Holzstöcke chimbengele, mit denen auf einen am Boden liegenden Holzblock (wie auf eine Schlitztrommel) geschlagen wird, und das kurze, quer geblasene Tierhorn lulwika. Die litungu wird am häufigsten mit einer Plastikkanister-Ersatztrommel engoma und einer zweiten litungu oder einer Fiedel isiriri zusammen gespielt. Die anderen Perkussionsinstrumente und das Naturhorn lulwika werden nur bei manchen Liedern gebraucht.
Litungu-Spieler und Sänger der Bukusu vermitteln ihre Inhalte in der Regionalsprache Lubukusu und auf Kiswahili. Zu einem Gesangsvortrag gehören zwei sich abwechselnde Abschnitte: der Gesang von Liedern mit litungu-Begleitung und der Vortragsstil silao-sikeleko („gesprochener Text“), der „Sprache“ und „Sprach-Melodie“ bedeutet und aus einem gesprochenen Text ebenfalls mit instrumentaler Begleitung besteht. Der gesprochene Vortrag khulaa-khukeleka ist ein Teil der Musikdarbietung khulaa. Falls der Solo-Sänger ein anerkannter Repräsentant der Gesellschaft ist, so legt er das Verhältnis von gesprochenen zu gesungenen Texten selbst fest. Er kann beide Formen vortragen oder er gibt einem zweiten Vortragenden, der omukeleki („Lehrer“, Plural bakeleki) genannt wird, das Zeichen, mit dem silao-sikeleko zu beginnen. Hat dieser seinen Erzähltext beendet, fährt der Sänger mit Liedern fort. In diesem Fall wird die gesamte Erzählung in Form eines Dialogs ausgebreitet. Die häufigste Form ist die Aufteilung des gesprochenen Textes zwischen mehr als zwei Akteuren als ein Wechsel von Frage und Antwort. Die Texte sind nicht schriftlich festgehalten und werden wie die Musik in einem gewissen Rahmen improvisiert, sodass ein bestimmtes Lied jedes Mal etwas anders dargeboten wird. Akteure und Zuhörer bei Musikvorführungen und sonstigen Zusammenkünften verhalten sich entsprechend der festgelegten hierarchischen Ordnung der Gesellschaft.
Ein solches Ensemble besteht aus mindestens drei Musikern, die auch Sänger sind und zu denen häufig noch einige Tänzer gehören. Der Instrumentalteil der litungu-Musik, die aus Saiteninstrumenten (litungu, Fidel isiriri) und Perkussionsinstrumenten (Trommel, Holzstöcken chimbelenge) besteht, folgt festgelegten musikalischen Strukturen. Am Beginn steht ein instrumentales Vorspiel. Litungu und isiriri stehen mit der Gesangsstimme in Beziehung, weil sie ebenso bedeutungsvolle Melodien hervorbringen. Die melodischen Phrasen der Gesangsstimme verwenden den Tonvorrat von fünf oder sechs Ganztönen und werden mehrheitlich von der isiriri und manchmal von der litungu nach dem Prinzip von Thema und Variation verdoppelt. Die litungu gilt insgesamt als männliches Instrument und übernimmt deshalb gemäß dem traditionellen gesellschaftlichen Rollenverständnis die musikalische Führung. Die isiriri folgt der litungu-Melodie im Abstand von einer oder zwei Oktaven darüber. Häufig spielt am Anfang und in der Mitte die litungu ein Ostinato zu einem Orgelpunkt der isiriri. Die Perkussionsinstrumente – Idiophone und Trommel – produzieren ein rhythmisches Muster mit sich teilweise überlagernden und divergierenden Strukturen.
Zur litungu-Musik gehört der beliebteste Unterhaltungstanz kamabeka, der sich durch heftige Schulterbewegungen auszeichnet. Verschiedene Ausdrücke stehen zur Beschreibung der Schulterbewegungen zur Verfügung. Khukhupa kamabeka bedeutet etwa, die Schultern vor und zurück oder auf und ab zu schütteln, während unter khutiembukha verstanden wird, den Oberkörper im Takt der litungu-Musik zu beugen und zu strecken. Andere Tänze mit litungu-Begleitung heißen kumukongo und bitenga, bei denen ebenfalls die Schultern geschüttelt werden, und kumuchenje, ein schnellerer Tanz mit Kopfbewegungen.

## Kulturelle Bedeutung
Ein Junge bekommt das litungu-Spiel üblicherweise von seinem Vater beigebracht, falls er Interesse zeigt. Manche litungu-Spieler haben das Instrument nicht von ihrem Vater, sondern in der Rolle eines Lehrlings von einem bekannten Spieler in der weiteren Familie erlernt. Während der Ausbildung erlernt der Schüler die gesamte, in der Kultur verwurzelte Musik, also auch die Begleitinstrumente der litungu, die Lieder und die für die jeweiligen Anlässe geeigneten Musikformen. Ein litungu-Spieler heißt omukhupetungu (Plural bakhupetungu), ein Musiker allgemein omukhupi. Ein guter Sänger und litungu-Spieler ist in der Gemeinschaft der Bukusu hoch angesehen. Er wird respektiert (bamua liria) und gefürchtet (bamuria). Der omukhupetungu weiß über alle Neuigkeiten in der Gemeinschaft bestens Bescheid, weshalb er von den Leuten eingeladen und bei Veranstaltungen häufig als Ehrengast behandelt wird. Von manchen wird er gefürchtet, weil er bei seinen Auftritten deren Fehlverhalten an die Öffentlichkeit bringen kann. Es kommt vor, dass der omukhupetungu von der Familie eines Übeltäters eine Art Bestechung in Form eines Weidetieres erhält, damit dieser sich bei Auftritten zurückhält. Wenn ein Mitglied seiner Gemeinschaft einen Vorschlag zu einem bestimmten Thema unterbreiten will, kann er zunächst den omukhupetungu einweihen, damit dieser mit seinem größeren Ansehen den Vorschlag bei der Versammlung vorträgt. Einige bakhupetungu stellen eine litungu nur für sich selbst her, andere fertigen sie zum Verkauf an und tragen damit zu ihrem Lebensunterhalt bei. Von einem omukhupetungu angefertigte Leiern gelten als besonders qualitätsvoll und verkaufen sich leichter.
Zwar sind die meisten Mitglieder der litungu-Ensembles männlich, dennoch dürfen im Unterschied zu früher heute auch Frauen litungu spielen. In den Ensembles erhalten Frauen jedoch meist untergeordnete Positionen. Sie treten sehr selten als Solo-Stimmen auf, häufiger als Begleitmusikerinnen und Tänzerinnen. Ferner ululieren sie im Chor, wenn es um die Steigerung des musikalischen Ausdrucks geht. Dass Frauen manchmal auch litungu spielen, hängt mit dem Gemeinschaftsunterricht an Schulen zusammen, zu dem neben dem normalen Unterrichtsprogramm weitere Aktivitäten wie die Teilnahme an dem für Jugendliche organisierten Kenya Music Festival gehören.
Unter den Bukusu finden sich viele Amateurmusiker und halbprofessionelle Musiker. Das erste mythische Ahnenpaar der Bukusu, Mwambu und Sela, besaß die Gabe des Musizierens und Komponierens und überlieferte diese mündlich von Generation zu Generation. Der Sänger preist bei seinem musikalischen Vortrag (khulaa) sich selbst in Bezug auf seine Vorfahren und verweist auf die Errungenschaften seines Clans und dessen Herkunft. Eine Bezeichnung für den gesprochenen Vortrag ist khukhwilaa („Selbstpreisung“). Die litungu ist wesentlich ein Instrument für Preisungen. Wenn ein Sänger im Verlauf einer Vorstellung einen der anwesenden Zuhörer mit Namen anspricht und preist, so erhebt sich dieser, tanzt zur Wertschätzung in Richtung der Musikgruppe und lässt dem litungu-Spieler etwas Geld oder Essen zukommen.
Die litungu-Musik wird zur Unterhaltung und bei zeremoniellen Anlässen aufgeführt. Ein in Afrika weit verbreiteter Brauch sind Bier-Feiern, die dem Gedankenaustausch im Rahmen der erwachsenen verheirateten Männer der Gemeinschaft dienen. Hierbei wird selbst gebrautes Hirsebier (pombe) oder bei den Bukusu Maisbier getrunken. Früher sangen die Bukusu in einer mit Sprichwörtern und Anspielungen reichen Sprache Lieder zum Lobpreis der alten Männer.
Mit Hochzeitsliedern (kimienya kie siselelo) sollen traditionelle Werte an das Brautpaar vermittelt und der Braut erklärt werden, wie sie sich in der neuen Familie des Mannes einfinden kann. Als traditioneller Brautpreis übergibt der Mann 13 Rinder an die Familie seiner zukünftigen Frau. In Liedern werden das Brautpaar und die übergebenen, mit ihren Namen genannten Rinder gewürdigt.
Die im gesamten Ablauf bei Beschneidungen vorgetragene Musik (kimienya kie sikhebo) ist von anderem Charakter, weil die Lieder wie das Ritual selbst als sakral gelten. Beschneidungslieder, zu denen auch gesprochene Texte gehören, dürfen nicht außerhalb ihres rituellen Anlasses gesungen werden. Sie sollen den Jungen dazu bringen, den Eingriff standhaft zu erdulden und ihn in die Welt der Erwachsenen einführen.
Lieder bei Begräbnissen (kimienya kie kamasika) erzählen von den Taten des Verstorbenen und erinnern die Gemeinschaft an ihre Vorfahren. Zu einem Begräbnis gehören mehrere aufeinanderfolgende Rituale. Kumuse heißt die Phase, bei der Mythen und historische Erzählungen der Gemeinschaft heraufbeschworen und mit aktuellen Ereignissen in Verbindung gebracht werden, was in der gesungenen und gesprochenen Form (silao-sikeleko) erfolgt. Die Erzählungen handeln auch von der jenseitigen Welt (emakombe), in die der Verstorbene eingeht und dort auf die Ahnen trifft.